# Universal Asymmetric Digital Subscriber Line
Universal Asymmetric Digital Subscriber Line (UADSL) ist eine US-amerikanische vereinfachte langsame DSL-Variante, die ohne Splitter auskommt.

## Geschichte
Der Standard wurde von einer Arbeitsgruppe führender Industrie- und Telekommunikationsunternehmen, der Universal ADSL Working Group, auf Basis der ITU-Norm T1.413 als einfache, billige DSL-Variante entwickelt. Als G.lite wurde die Entwicklung im ITU-Standard G.992.2 standardisiert.
Diese Technologie hat sich international wegen ihrer (letztendlich dann auch Kosten-)Nachteile nicht durchgesetzt.

## Technik
UADSL ist eine ausschließlich in den USA angebotene ADSL-Variante, die ohne Splitter auskommt, um den Installationsaufwand zu verringern und die Kosten zu senken. Im Vergleich mit ADSL werden statt 256 Trägerfrequenzen hierbei nur 128 verwendet. Unter Idealbedingungen, die im tatsächlichen Einsatz jedoch normalerweise nicht erreicht werden, liefert UADSL eine Datenübertragungsrate für Downloads von 1,5 Megabit pro Sekunde. Aufgrund der hohen Fehlerrate garantieren die Anbieter nur eine Übertragungsrate von 64 Kilobit pro Sekunde.

## Nachteile
Bei Datenübertragung wurden gleichzeitige Telefonverbindungen gestört, sodass oft dennoch ein Splitter eingesetzt wurde und damit ein erheblicher Teil des geplanten Kostenvorteiles zunichte war. Es kamen ADSL-Modems zum Einsatz, die ein Hochpassfilter enthielten und in ihren Telefonsteckdosen ein Tiefpassfilter eingebaut hatten. Auch wurden Geräte auf den Markt gebracht, die ein Tiefpassfilter als „Knubbel“ in das Anschlusskabel für das Telefon integrierten. Das bedeutete aber nur, dass der eingesetzte Splitter kein zusätzliches eigenständiges Gerät ist wie bei ADSL, sondern sein Innenleben im ADSL-Modem integriert ist.
Während heute dieselben ADSL-Modems in den verschiedensten Ländern funktionieren, und sich nur die Splitter von Land zu Land unterscheiden, ist bei UADSL wegen des integrierten Splitters für jedes Land eine eigene Gerätevariante des ADSL-Modems erforderlich. UADSL kann daher nicht die Stückzahlen erreichen wie ADSL und damit auch nicht die mit der Massenfertigung verbundenen Kostenvorteile.
Ein weiterer Nachteil ergibt sich durch den integrierten Splitter im ADSL-Modem. Fällt das Modem durch einen technischen Defekt aus, ist auch der Betrieb des Telefons nicht mehr möglich.